# Inga marginata
Inga marginata är en ärtväxtart. Inga marginata ingår i släktet Inga och familjen ärtväxter.

## Underarter
Arten delas in i följande underarter:
- I. m. itayensis
- I. m. marginata

## Bildgalleri

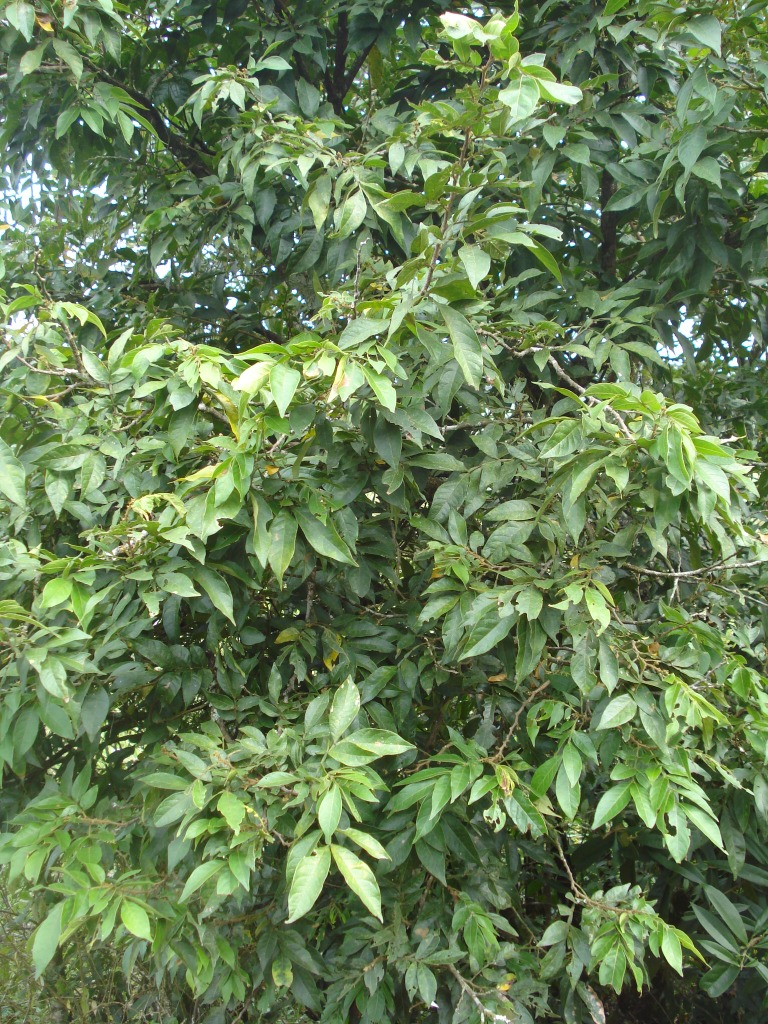